# Mittelschmiedeberg
Mittelschmiedeberg ist ein Ortsteil der sächsischen Gemeinde Mildenau im Erzgebirgskreis. Mittelschmiedeberg wurde 1999 gemeinsam mit Arnsfeld und Oberschaar eingemeindet.

## Geografie

### Lage
Mittelschmiedeberg liegt etwa 7 Kilometer südlich von Marienberg im Mittleren Erzgebirge. Die Ansiedlung liegt am rechten Ufer der Preßnitz im gleichnamigen Tal. Im Osten schließt sich ein bis nach Olbernhau reichendes, ausgedehntes Waldgebiet an.
Durch den Ort führt die K 8115, Ortsverbindung Steinbach–Boden–Schönbrunn im Preßnitztal, von welcher im Nordosten die K 8116 zur B 174 bei Gelobtland abzweigt.

### Nachbarorte
| Niederschmiedeberg |                                             |                            |
| Arnsfeld           | Kompassrose, die auf Nachbargemeinden zeigt | Waldgebiet (zu Marienberg) |
|                    | Oberschmiedeberg                            |                            |

## Geschichte

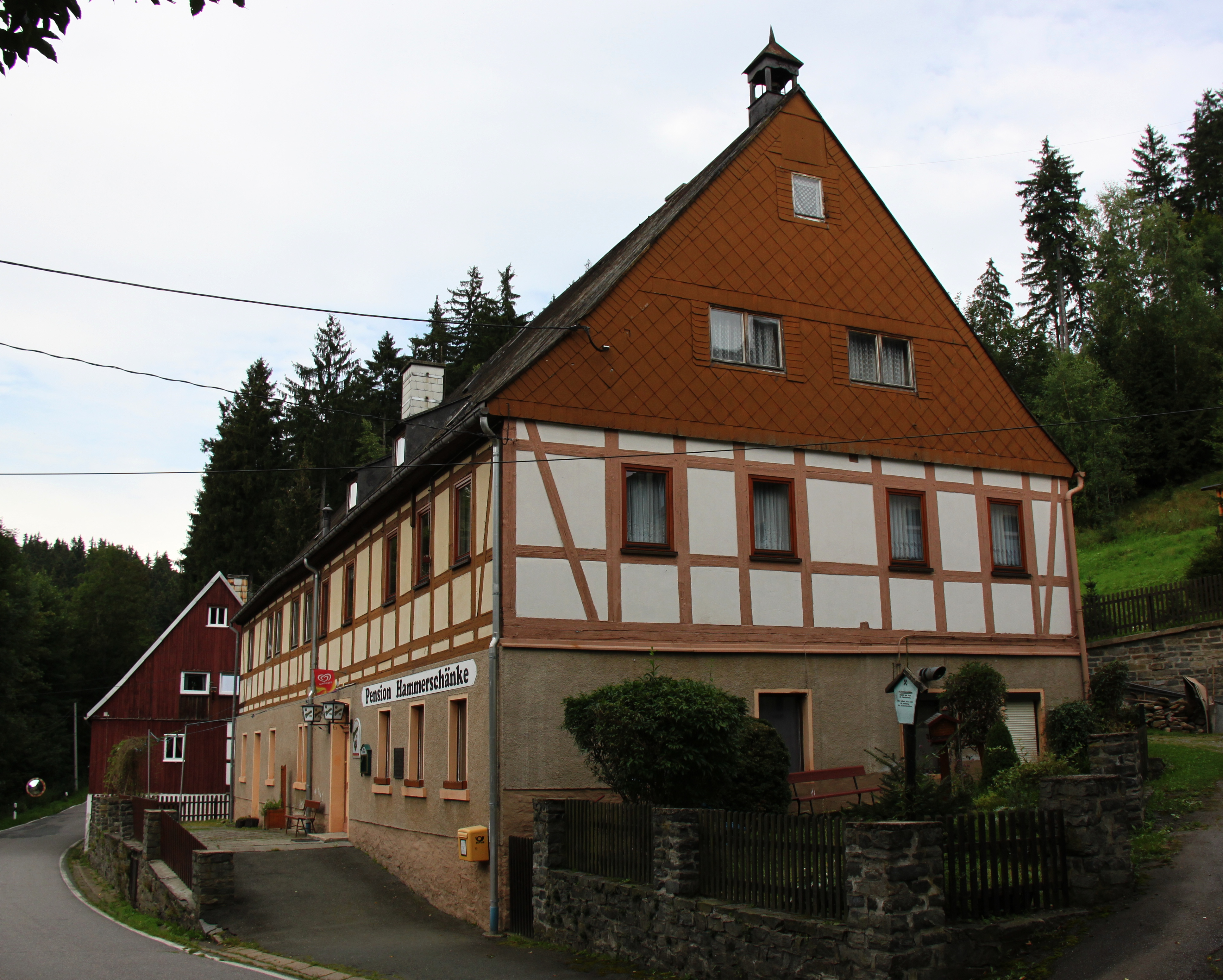
Hammerschänke Mittelschmiedeberg, Geburtshaus von Julius Ludwig Weisbach

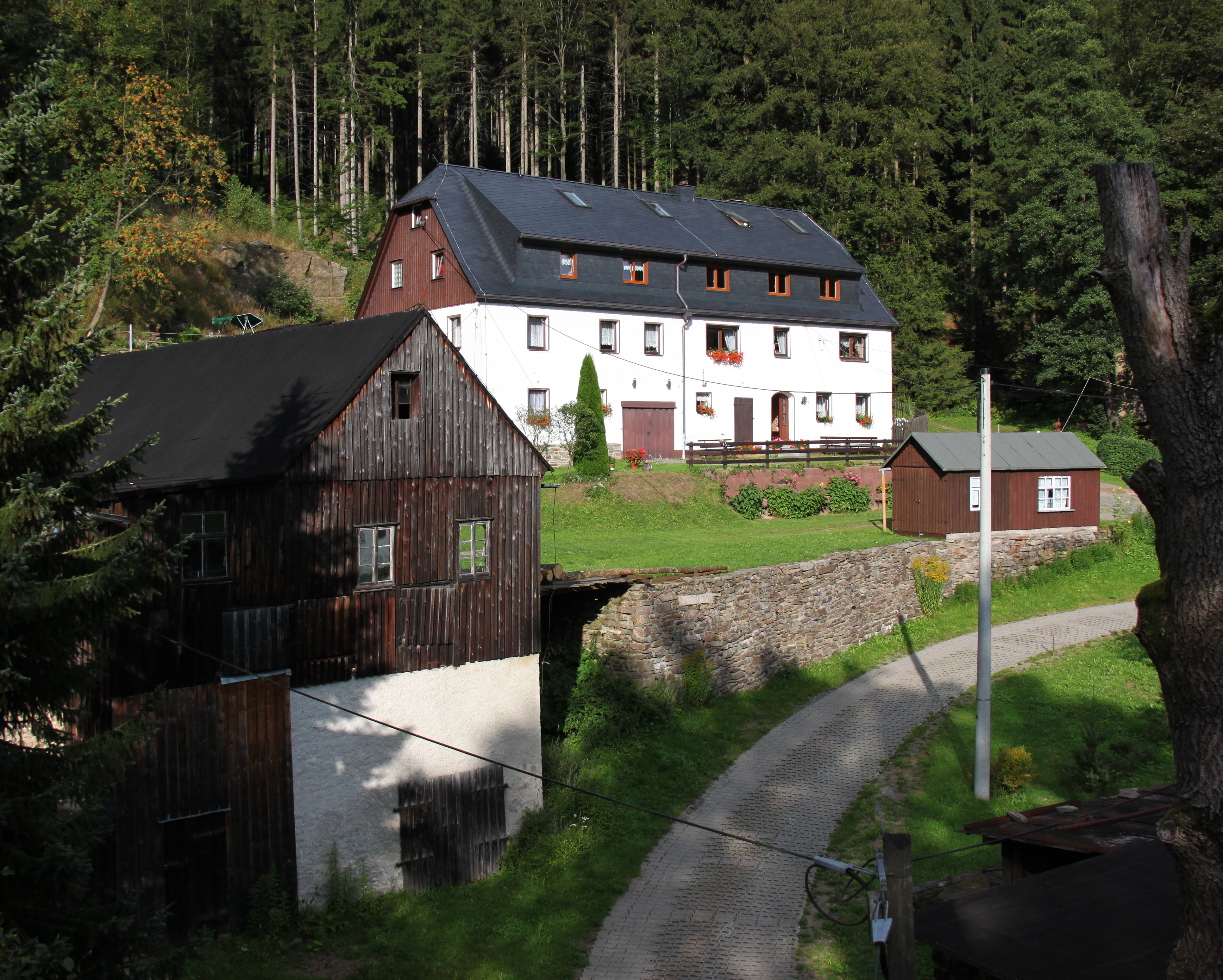
Ehemalige „Sägemühle Neubert“

Der Werkweiler Mittelschmiedeberg entstand in unmittelbarer Nähe eines ehemaligen Hammerwerkes auf Arnsfelder Flur. Die erste belegte Ortsnamenform datiert aus dem Jahre 1677 als eine Schmiedehütte ins mittel Schmiedebergk.
1662 wurde von Christian Meyer, welchem auch der Hammer in Schlössel gehörte, hier ein Hammerwerk angelegt. Es war neben den bereits 1501 erwähnten Hammerwerken Ober- und Niederschmiedeberg das jüngste der drei Schmiedeberger Hammerwerke und gleichzeitig das jüngste seiner Art im Preßnitztal. Meyer erhielt für die Anlage eine kurfürstliche Konzession und ein Stück Wald, von dem er notwendige Holzkohle beziehen konnte, zugewiesen. 1674 erhielt das Werk ein Privileg als Zain-, Gewehr-, Waffen- und Rohrhammer, zu dieser Zeit besaß es Hofrat Gabriel Voigt. Ende des 17. Jahrhunderts ging es in den Besitz der Familie von Berbisdorf, welche auch die Werke Neunzehnhain, Schmalzgrube, Nieder- und Oberschmiedeberg ihr Eigen nannte. Nachdem Kaspar Siegismund von Berbisdorf jun. aufgrund seines ausschweifenden Lebensstiles 1739 bankrottging, übernahm die im Berg- und Hüttenwesen erfahrene Familie von Elterlein Mittelschmiedeberg. Aus der Erbmasse seines 1773 verstorbenen Vaters Hans Heinrich IV. erhielt Hans August die Werke Mittel-, Oberschmiedeberg und Schmalzgrube, gleichzeitig war er der erste Hammerherr der hier seinen ständigen Wohnsitz hatte. Entsprechend einer Jahreszahl im Keller des Herrenhauses wurde dieses vermutlich 1754 errichtet. Christian Gottlieb Weisbach (1764–1835), der Vater des Mathematikers und Ingenieurs Julius Ludwig Weisbach, war viele Jahre Schichtmeister des Werkes. Als Hochofenmeister wird Christian Gottfried Sehmisch, als Kohlenmesser Johann Heinrich Vieweg genannt.

Bezüglich der Anlagen des Werkes nennt August Schumann 1819 im Staatslexikon von Sachsen: 

„Das Hammerwerk bestehet aus 1 hohen Ofen, 2 Stabfeuern und 1 Drahtmühle, mit 1 Schichtmeister, 6 Arbeitern bei dem hohen Ofen, 8 bei den Stabfeuern, 18 bei der Drahtmühle. Im Orte leben gegen 100 Menschen. Der Viehbestand ist 8 Kühe. Im J. 1800 lieferte das Werk 5077 Wagen Eisen, an Werth gegen 12,000 Thaler.“

Das zu verarbeitende Erz wurde aus Gruben der umliegenden Orte sowie aus dem Böhmischen „Revier Preßnitz“ bezogen. In Mittelschmiedeberg ist im 18. Jahrhundert Bergbau belegt. 1713 existierte die Grube "Palmbaum" und 1750 die Grube "Lindenbaum". Nach dem Tod Hans August von Elterleins übernahm sein Sohn Joachim Gustav Ferdinand die Führung der Werke. Unter großen Anstrengungen durch Konkurrenzdruck, erschwerten Einfuhrbedingungen für böhmisches Eisenerz und veralteter Anlagen wurde der Betrieb aufrechterhalten. 1818 starb Joachim Gustav Ferdinand von Elterlein, für die kommenden zehn Jahre leitete sein jüngerer Bruder Ludwig Adolph Constantin das Unternehmen. Nach dessen Tod 1828 führten es seine beiden Schwestern aus Marienberg fort. Bereits 1831 verkauften diese das Erbe an Eduard Wilhelm Breitfeld, 1835 erwarb Franz Benjamin Salzer aus Christophhammer die Werke Mittel- und Oberschmiedeberg. Während 1826 2419 Zentner Roheisen erzeugt wurden, waren es im Jahr darauf nur 1548 Zentner. Die Produktion ging in der Folgezeit mehr und mehr zurück, so dass der Betrieb um 1860 eingestellt wurde.
Danach richtete die Familie Beyer eine Holzschleiferei und später eine Pappenfabrik ein. Unweit der Mündung des der Preßnitz zufließenden Haselbaches befindet sich die 1846 erstmals erwähnte und bis heute betriebsfähige „Sägemühle Neubert“, deren Gattersäge ausschließlich mit Wasserkraft betrieben wird. Ursprünglich durch ein Wasserrad angetrieben folgte im Jahre 1912 die Umstellung auf eine Francis-Turbine, welche bei einem Wassereinsatz von 220 l/s eine Leistung von etwa 20 PS lieferte. 1966 wurde die Anlage stillgelegt, blieb jedoch funktionstüchtig und kann heutzutage in Schauvorführungen besichtigt werden.
Gemeinsam mit dem Amtsdorf Arnsfeld, in dessen Flur die Siedlung lag, gehörten der Amtshammer und der Werkweiler Mittelschmiedeberg bis 1856 zum kursächsischen bzw. königlich-sächsischen Amt Wolkenstein. Ab 1856 gehörte der Ort zum Gerichtsamt Annaberg und ab 1875 zur Amtshauptmannschaft Annaberg. Durch die zweite Kreisreform in der DDR kam die Gemeinde Arnsfeld mit ihren Ortsteilen Oberschaar und Mittelschmiedeberg im Jahr 1952 zum Kreis Annaberg im Bezirk Chemnitz (1953 in Bezirk Karl-Marx-Stadt umbenannt), der ab 1990 als sächsischer Landkreis Annaberg fortgeführt wurde und 2008 im Erzgebirgskreis aufging. Durch den Zusammenschluss der Gemeinden Arnsfeld und Mildenau ist Mittelschmiedeberg seit dem 1. Januar 1999 ein Teil des Ortsteiles Arnsfeld der Einheitsgemeinde Mildenau. Auf der zwischen 1892 und 1984 durch Mittelschmiedeberg führenden Trasse der Schmalspurbahn Wolkenstein–Jöhstadt wurde im Jahr 2001 der Preßnitztalradweg eröffnet.

## Entwicklung der Einwohnerzahl
| Jahr | Einwohnerzahl |
| ---- | ------------- |
| 1834 | 118           |
| 1871 | 92            |
| 1890 | 102           |

## Tourismus
Auf der zwischen 1892 und 1984 bestehenden Trasse der Schmalspurbahn Wolkenstein–Jöhstadt (zentraler Teil der einstigen Preßnitztalbahn) entstand ein Radweg im Tal der Preßnitz. Auf ihm verläuft der als "Annaberger Landring" bezeichnete Rad- und Wanderweg. Der Nord- und der Südring vereinigen sich in Mittelschmiedeberg und verlaufen als Zentralteil des Rings in Richtung Arnsfeld.

## Persönlichkeiten
- Julius Ludwig Weisbach (* 10. August 1806 in Mittelschmiedeberg), Mathematiker und Ingenieur – ihm zu Ehren befindet sich an seinem Geburtshaus seit 1994 eine Gedenktafel.